# Plectanocnema nudipes
Plectanocnema nudipes är en tvåvingeart som först beskrevs av Becker 1901.  Plectanocnema nudipes ingår i släktet Plectanocnema och familjen puckelflugor. Arten är reproducerande i Sverige. Inga underarter finns listade i Catalogue of Life.